# ウィークエンドカフェ
ウィークエンドカフェは、NHKさいたま放送局（埼玉県）のFMで2009年度まで放送されていた音楽・情報番組。

## 概要
2005年4月1日スタート。前番組の「初恋ハミング情報局」から好評だったアマチュアバンド紹介コーナーとサッカー情報コーナーに絞ってそれぞれ枠を拡大した形でリニューアルした。しかし、2008年9月19日からは、放送時間が短縮され、純粋な音楽番組となった。
核となるコーナーは『ときめき音楽たまご』。埼玉県内を中心に活動するアマチュアバンド、インディーズ活動するアーティストをゲストに迎えてトークや自前の楽曲をオンエアー。
サッカーコーナーは『フットボールインフォメーション』。県内に2つのJリーグチームを擁する埼玉県ならではのコーナーで、プロアマ問わず県内のチームのホットな情報、インタビューを届けていた。これについては、新たに『週刊☆サッカー王国』として独立した。
さいたま局は本部計画想定外ながら、県域テレビ放送実現に向け積極的に動いている。このため、2010年度の番組改定で新たに『日刊!さいたま〜ず』を編成したことにより、2010年3月26日を以って終了した。金曜については『サッカー王国』が拡大移動している。

## 放送時間
2008年9月12日まで
金曜 18:00 - 18:50(JST)
2008年9月19日から2010年3月26日まで
金曜 18:00 - 18:30(JST)

## 歴代パーソナリティ
パーソナリティは「カフェのオーナー」という役回りでオーナーと称し、さいたま放送局の女性アナウンサー、契約キャスターのうち1名が交替で担当した。
- 石垣真帆
- 井田理枝子
- 岡野由美子（2005年9月～2007年2月23日）
- 小澤由実（2007年6月1日～2008年12月）
出産準備のため退職・降板。
- 河原友絵（～2006年3月）
- 工藤むつみ（2007年5月11日～2008年8月）
- 下村寧
- 鈴木純子（～2007年3月23日）
- 増田佳奈（～2008年3月14日）
- 松井華織（～2005年9月）
- 三須亜希子 フットボールインフォメーションのみの担当（～2006年3月）
- 宮本愛子（～2006年12月15日）
- 結城さとみ
- 野方正俊（主にディレクター担当）
- 渡辺裕之（同上）

渡辺と工藤は後に『サッカー王国』に移動。